# Tildia welwitschii
Tildia welwitschii is een vlinder uit de familie van de Nymphalidae. De wetenschappelijke naam van de soort is voor het eerst voorgesteld als Acraea welwitschii door Alois Friedrich Rogenhofer in een publicatie uit 1893.
De soort komt voor in Congo-Kinshasa, Angola, Zambia en Zimbabwe.